# Марин (лунный кратер)
Кратер Марин (лат. Marinus) — крупный древний ударный кратер в юго-восточной материковой области видимой стороны Луны. Название присвоено в честь древнегреческого географа, картографа и математика Марина Тирского (ок.70- ок.130); утверждено Международным астрономическим союзом в 1935 г. Образование кратера относится к нектарскому периоду.

## Описание кратера

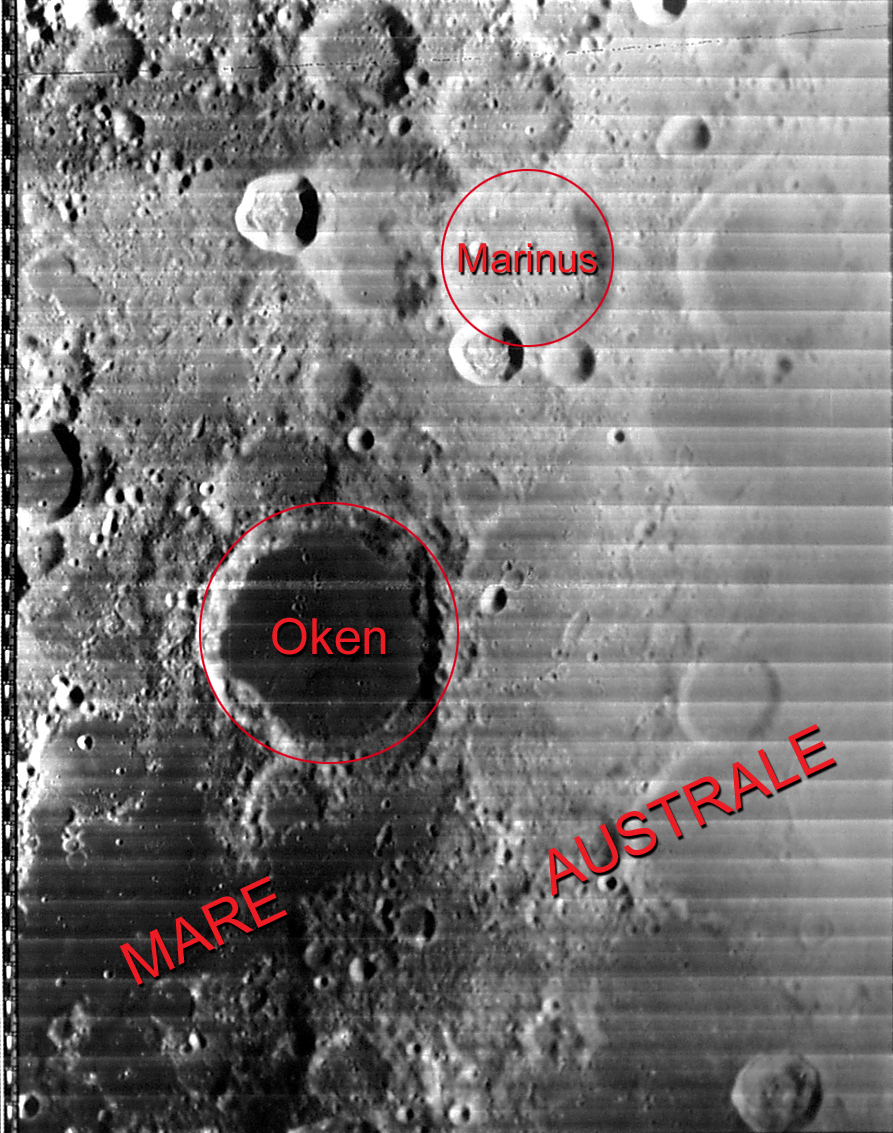
Окрестности кратера Марин. Снимок зонда Lunar Orbiter - IV.

Ближайшими соседями кратера являются кратер Адамс на северо-западе; кратер Харлан на северо-востоке и кратер Окен на юге. На северо-западе от кратера Марин располагаются борозды Хазе; на востоке Море Южное. Селенографические координаты центра кратера 39°23′ ю. ш. 76°34′ в. д. / 39,38° ю. ш. 76,57° в. д., диаметр 56,6 км, глубина 2960 м.
Кратер Марин имеет полигональную форму и значительно разрушен за длительное время своего существования. Вал сглажен; западная, северная и восточные части вала спрямлены. Южная часть вала перекрыта двумя приметными небольшими кратерами. Дно чаши сравнительно ровное, испещрено множеством мелких кратеров. Альбедо чаши кратера несколько меньше чем у окружающей местности.

## Сателлитные кратеры
| Марин | Координаты                                            | Диаметр, км |
| ----- | ----------------------------------------------------- | ----------- |
| A     | 39°55′ ю. ш. 73°16′ в. д. / 39,92° ю. ш. 73,27° в. д. | 25,2        |
| B     | 39°40′ ю. ш. 74°37′ в. д. / 39,67° ю. ш. 74,62° в. д. | 58,2        |
| C     | 38°03′ ю. ш. 73°28′ в. д. / 38,05° ю. ш. 73,47° в. д. | 37,4        |
| E     | 36°17′ ю. ш. 76°49′ в. д. / 36,28° ю. ш. 76,82° в. д. | 17,5        |
| F     | 41°24′ ю. ш. 74°48′ в. д. / 41,4° ю. ш. 74,8° в. д.   | 19,0        |
| G     | 40°26′ ю. ш. 76°35′ в. д. / 40,44° ю. ш. 76,59° в. д. | 23,4        |
| H     | 40°12′ ю. ш. 77°41′ в. д. / 40,2° ю. ш. 77,68° в. д.  | 17,1        |
| J     | 39°37′ ю. ш. 70°58′ в. д. / 39,62° ю. ш. 70,97° в. д. | 9,1         |
| M     | 37°26′ ю. ш. 80°46′ в. д. / 37,44° ю. ш. 80,77° в. д. | 28,4        |
| N     | 37°31′ ю. ш. 77°50′ в. д. / 37,51° ю. ш. 77,84° в. д. | 17,9        |
| R     | 38°01′ ю. ш. 75°29′ в. д. / 38,02° ю. ш. 75,48° в. д. | 44,1        |

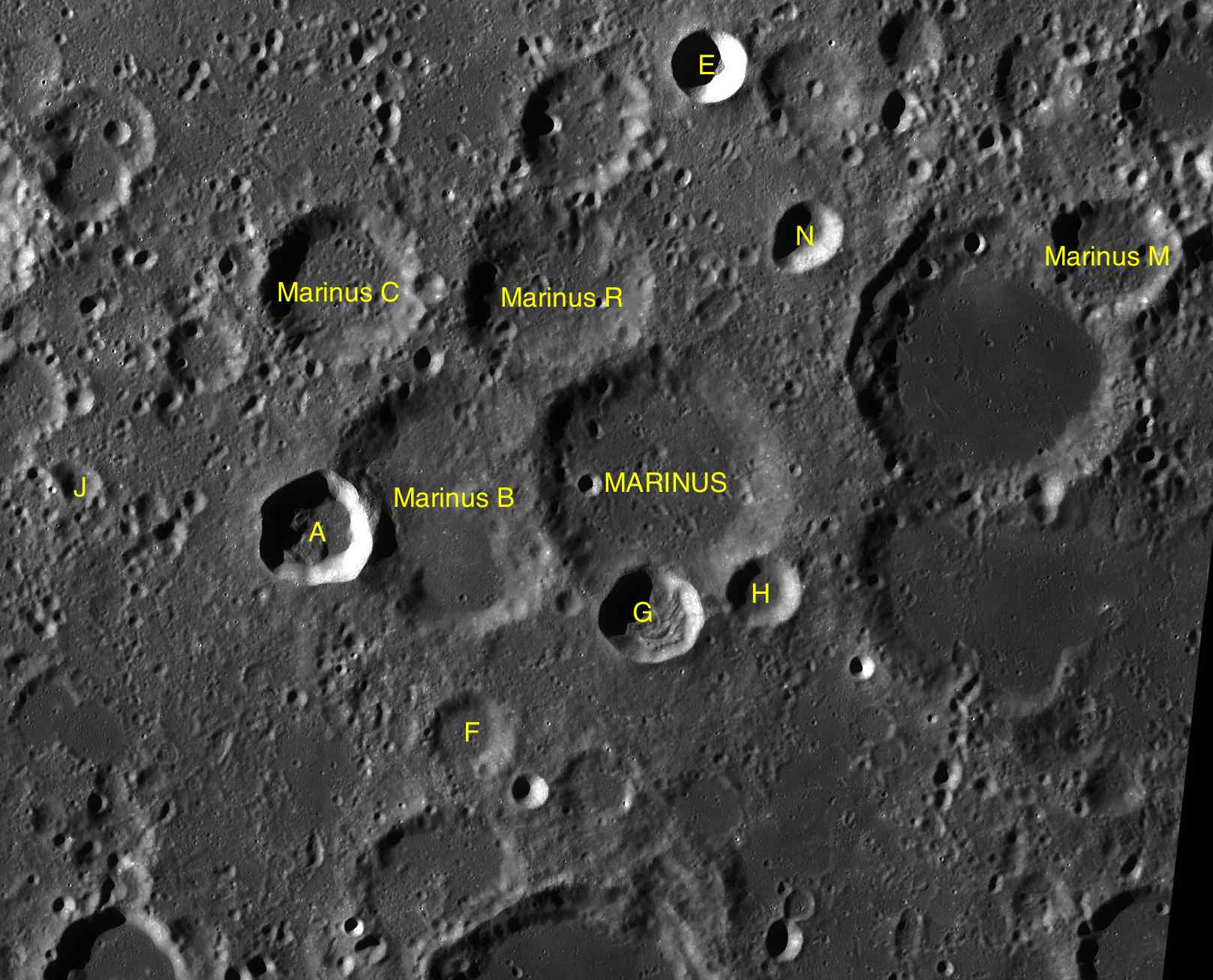
Фрагмент карты LAC-115.

- Сателлитный кратер Марин A включен в список кратеров с темными радиальными полосами на внутреннем склоне Ассоциации лунной и планетарной астрономии (ALPO)[5].

- Сателлитный кратер Марин D в 2000 г. Международным астрономическим союзом переименован в кратер Харлан.

- Образование сателлитных кратеров Марин C и R относится к нектарскому периоду[1].

## См.также
- Список кратеров на Луне
- Лунный кратер
- Морфологический каталог кратеров Луны
- Планетная номенклатура
- Селенография
- Минералогия Луны
- Геология Луны
- Поздняя тяжёлая бомбардировка